# Les Écréhous
Las Écréhous (en francés: Les Écréhous, y en jerseyés: Êcrého) son un grupo de islas y rocas situado seis millas al noreste de Jersey (ocho millas de Francia). Forman parte del Bailiazgo de Jersey y a su vez de las islas del Canal y administrativamente de la parroquia de Saint Martín.

## Etimología
El nombre 'Écréhous' es de origen nórdico. "Esker", como Skerry significa un banco de piedra y Hou, el topónimo que se encuentran también en Jethou, Lihou, Brecqhou, Burhou y otros islotes, se deriva de holm, lo que significa isla. La primera parte del nombre parece remontarse a la palabra nórdica sker, es decir, los arrecifes. Las Écréhous son en realidad, geológicamente, parte del grupo de islas mismo como Les Dirouilles (oeste) y Les Pierres de Lecq («el padrenuestros») (más al oeste).

## Historia
Durante la última Edad de Hielo, el nivel del mar era más bajo y las islas se encontraban a gran altura sobre una llanura que conectaba el continente europeo con el sur de Inglaterra.

### Soberanía
Los islotes, junto con las otras islas del Canal y la península de Cotentin, fueron anexionados al Ducado de Normandía en 933. Después de que Guillermo, duque de Normandía, conquistara Inglaterra en 1066, las islas permanecieron unidas al Ducado hasta la conquista de la Normandía continental en 1204 por Felipe Augusto. En 1259 Enrique III hizo un homenaje al rey francés por las Islas del Canal. Mientras Eduardo III, en el Tratado de Brétigny de 1360, renunció a sus derechos a la corona de Francia y a Normandía, y reservó varios territorios a Inglaterra.

### Capilla y Priorato
En 1203, poco antes de la división de Normandía en 1204, Juan, Duque de Normandía concedió el Ecrehos a la Abadía católica de Val-Richer para que construyeran una iglesia allí. La capilla medía 3,12 m de ancho y 5,03 m de largo; el alojamiento del priorato para los monjes formaba una extensión de la capilla. En 1309 se informó de que un prior vivía en el Ecrehos con un monje y un sirviente; se encendía una luz para la navegación cada noche.
En 1413 los prioratos foráneos fueron suprimidos, y los monjes regresaron a Val-Richer. Su iglesia y priorato en La Maîtr'Île cayeron en ruinas.

### Usos
En el siglo XVII los Ecrehos fueron utilizados por contrabandistas. Se informó que la principal mercancía de contrabando en la década de 1690 a través del Ecrehos era plomo y pólvora destinada a St Malô.
Para ayudar a controlar el voto en Jersey, era común para los ciudadanos encontrarse atrapados y varados en las islas hasta después de la votación.

## Geografía
Los tres islotes más importantes en el grupo son Maîtr'Île, La Marmotchiéthe y Lé Bliantch'Île. Otros islotes más pequeños, con nombre, son Les D'economías, La Grand 'Naithe, L'Êtchièrviéthe, Le Fou y La Froutchie.
Todos menos los tres principales están sumergidos durante la marea alta. No hay residentes permanentes en las islas y no hay agua potable. Debido a la erosión, son ahora mucho menores de lo que pudo haber sido en tiempos históricos. Maîtr'Île es el mayor de los islotes y mide aproximadamente 300 metros de longitud. Hay un pequeño número de cabañas de pescadores, algunos utilizados como residencias de vacaciones, en el más grande de los islotes, y un edificio oficial, una aduana, en La Marmotchiéthe.